# Prismenbrille
Eine Prismenbrille ist eine spezielle Brille, deren Gläser eine das Licht umlenkende (prismatische) Wirkung besitzen, und die vor allem im augenheilkundlichen Bereich der Strabologie als therapeutisches und diagnostisches Hilfsmittel verwendet wird.  In der Regel besitzt jedes Brillenglas in jeder vom Hauptdurchblickspunkt abweichenden Blickrichtung unterschiedliche prismatische Wirkungen, die, wenn sie nicht beabsichtigt sind und dem therapeutischen Nutzen dienen, auch zu teils erheblichen Beschwerden führen können.

## Prismenbrillen in der Augenheilkunde

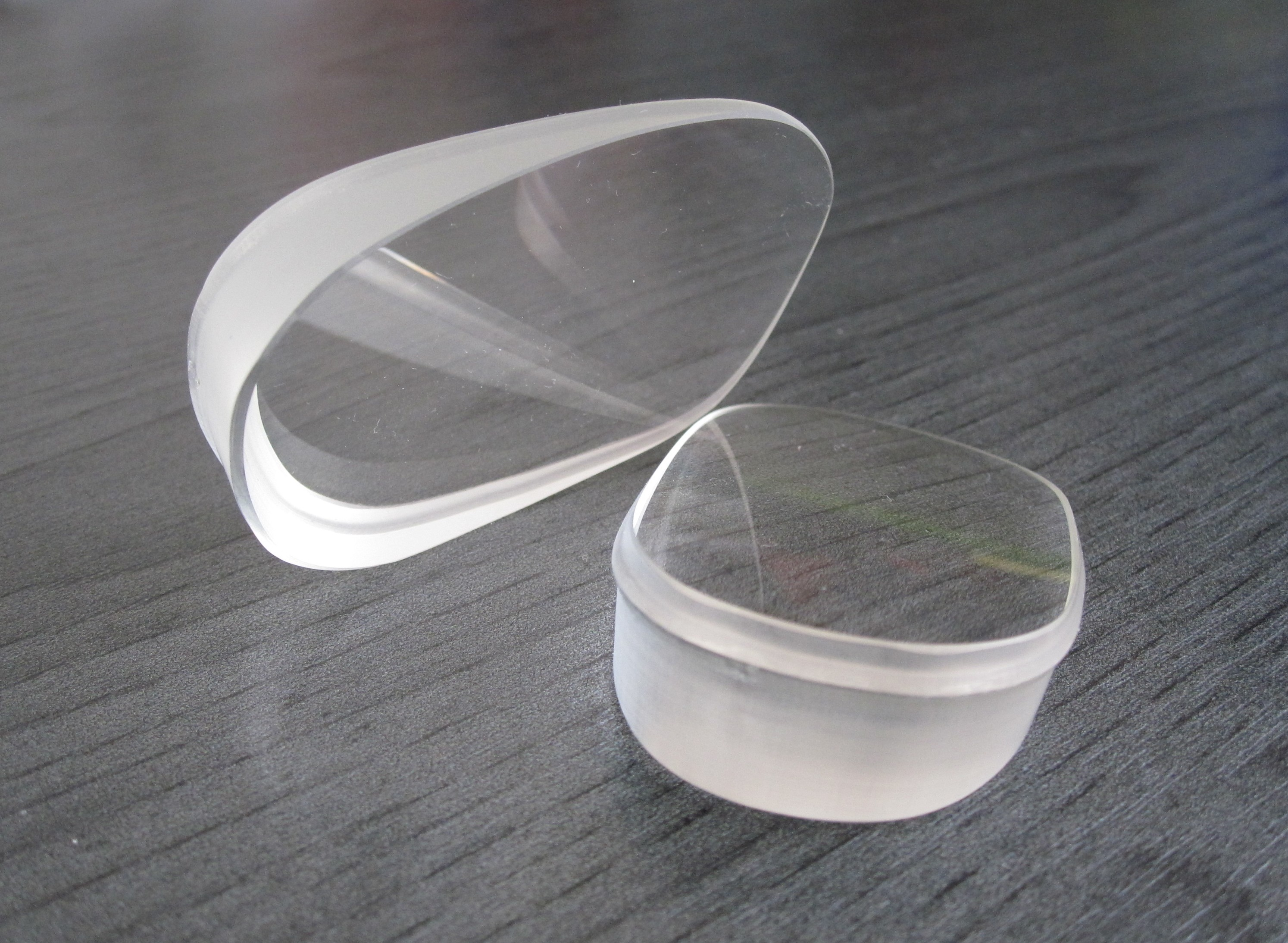
Beispiel für Prismengläser (wegen ungewöhnlich hoher Stärke hier entsprechend dick)

Eine Prismenbrille wird im Allgemeinen bei der Behandlung von bestimmten Schielerkrankungen sowie Nystagmus und okulär bedingten Kopfzwangshaltungen verwendet. Sie besitzt mindestens ein Glas, bei dem der optische Mittelpunkt nicht der Hauptdurchblickspunkt eines Auges ist. Ein Lichtstrahl, der von einem weit entfernten Objekt ausgeht, wird auf seinem Durchgang durch das Brillenglas so zur Basis hin gebrochen. Dadurch kann trotz der Fehlstellung eines Auges beidäugiges Einfachsehen ermöglicht werden.
Die prismatische Wirkung kann hierbei durch dessen Dezentrierung erzielt werden, oder aber durch Aufbringen einer entsprechenden Prismenfolie auf ein Brillenglas, die leicht auch wieder entfernt werden kann. Die Regel sind aber von vornherein prismatisch geschliffene Brillengläser, die darüber hinaus mit der entsprechenden sphärischen, zylindrischen und ggf. einer Gleitsichtwirkung versehen sind. Dies bietet sich deshalb an, weil Dezentrierungen nur im Bereich kleinerer Winkel optisch möglich sind und Prismenfolien aufgrund ihrer konstruktiven Beschaffenheit eine geringere Abbildungsqualität besitzen als geschliffene Brillenlinsen. Sie kommen somit eher für Interimslösungen (diagnostische Zwecke, Wartezeit bis zur Operation) in Frage.
Bei ausgeprägteren Fehlstellungen der Augen (ab ca. 30 Prismendioptrien, was etwa 15° entspricht) stoßen Prismenbrillen allerdings nicht nur fertigungstechnisch/optisch, sondern auch ästhetisch an ihre Grenzen. Je nach Größe der Brillenlinse weisen sie dann z. T. erhebliche Randdicken auf und erzeugen Farbsäume (chromatische Aberration). Zudem entsteht unter Umständen ein hohes Gewicht und eine kosmetische Entstellung des Trägers durch den optischen „Verlagerungseffekt“ der Augen. Neben medizinischen Indikationen sollten deshalb auch diese Aspekte bei der Diskussion einer operativen Korrektur (Schieloperation) der Augenfehlstellung berücksichtigt werden.
Augenoptiker fertigen eine Korrektionsbrille mit möglichst geringen prismatischen Nebenwirkungen an. Allgemein gilt: Je genauer die Brillengläsermitten („optische Mittelpunkte“) vor den Pupillen zentriert in die Brillenfassung eingearbeitet wurden, desto weniger prismatische Wirkungen werden erzeugt, die im Übrigen alle mit geeigneten Mitteln (Scheitelbrechwertmessgeräten, Zentriergeräte) messbar sind.
Einige Augenoptiker und Augenärzte nutzen Prismenbrillen auch zur Korrektur einer so genannten Winkelfehlsichtigkeit (Fachbegriff: assoziierte Heterophorie). Die zugehörige Mess- und Korrektionsmethodik (MKH) wird jedoch von den meisten Augenoptikern, Augenärzten und Strabologen unter anderem wegen einer bislang fehlenden wissenschaftlichen Validierung des Gesamtkonzepts abgelehnt. Da aber alle Brillen aufgrund der zugrundeliegenden Physik „Prismenbrillen“ darstellen, gehen immer mehr Augenoptiker dazu über, während der Augenglasbestimmung auch die prismatischen Nebenwirkungen messtechnisch zu erfassen und so auszugleichen, dass der Brillenträger möglichst geringen, besser überhaupt keinen Nebenwirkungen ausgesetzt ist.
Siehe auch
- Diplopie

## Spezialbrillen mit Reflexionsprismen

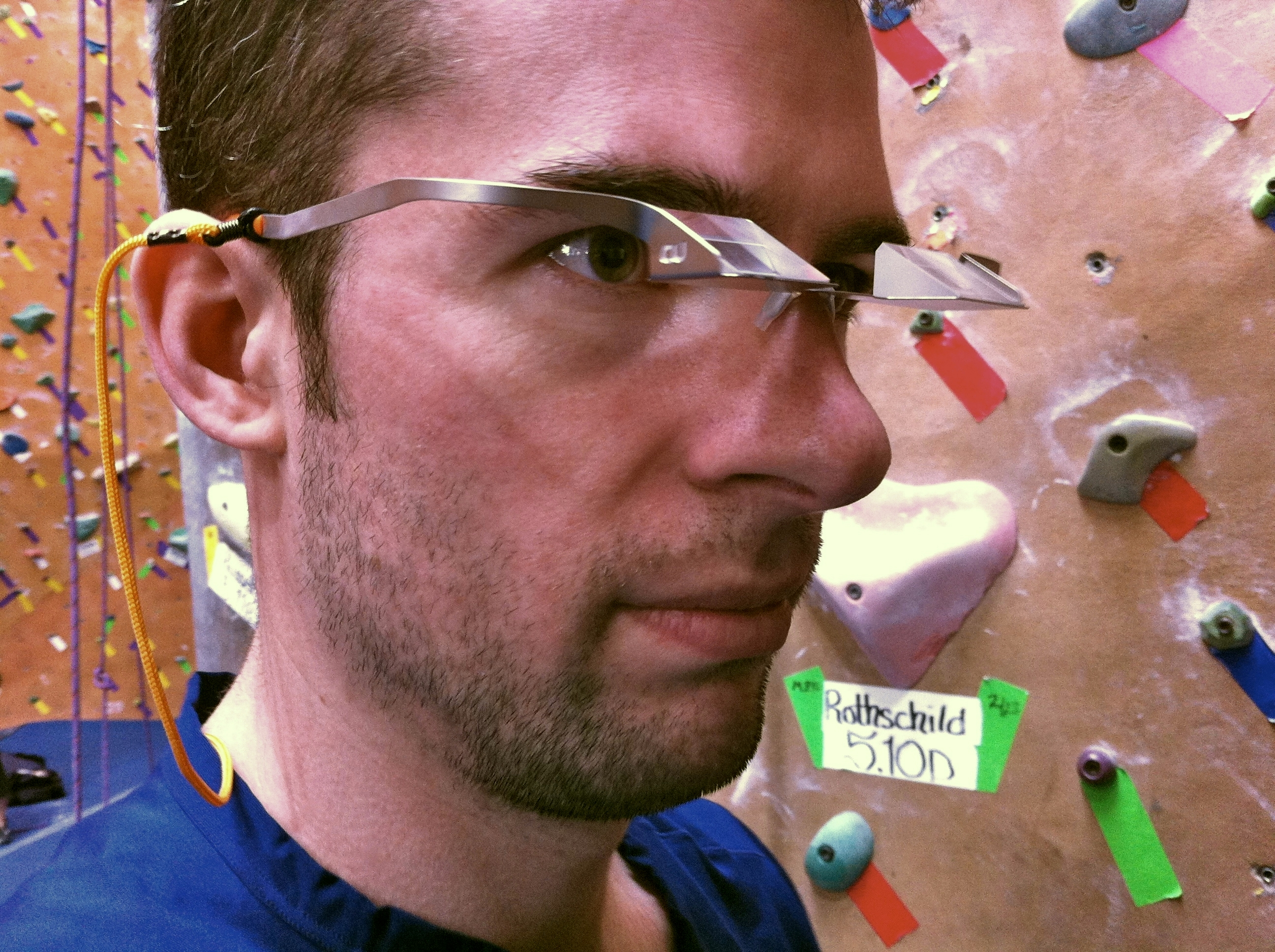
Sicherungsbrillen werden im Klettersport verwendet

Brillen mit Reflexionsprismen finden Verwendung als Sicherungsbrille beim Sportklettern, als Liegebrille zum entspannten Lesen oder Fernsehen, oder als Umkehrbrille zu psychologischen Experimenten.